# セント・メアリ・ミード
セント・メアリ・ミード（St. Mary Mead）は、アガサ・クリスティの作品に出てくる架空の村の名前である。ミス・マープルものの短編作品「火曜クラブ」（1927年）で初登場し、その翌年エルキュール・ポアロものの初期の長編作品『青列車の秘密』にも登場、以後はミス・マープルシリーズの主舞台として登場する。

## セント・メアリ・ミードの位置
セント・メアリ・ミードは、ロンドンから25マイル（約40キロメートル）南に位置する村で、『牧師館の殺人』ではダウンシャーにあるとされていたが、『書斎の死体』では州の名がラドフォードシャー州に変わっている。なお、『青列車の秘密』ではキャサリン・グレーの住むセント・メアリ・ミード村はケント州にあるとされている。
隣町のマッチ・ベンハムは2マイル（約3キロメートル）離れたところにあり、9マイル（約15キロメートル）離れたところにはミルチェスター駅がある。さらにミルチェスターからバスで50分のところには、ミドルシャーのチッピング・クレグホーンがある。また、18マイル（約30キロメートル）離れたところに、グレンシャー州の大きな海水浴場であるデインマウスがある。

## セント・メアリ・ミードの地勢
自然に大通りに沿って教会や店舗、駅などが集まり発展していった村で、イギリス中どこへ行っても見られる村と概要は変わらない。ロンドンや観光地デインマウスから行き来がしやすい位置にあることもあって、近年（『鏡は横にひび割れて』の頃）には新興住宅地が進出してきたため、村の様相が変わりつつある。

## セント・メアリ・ミードが登場する作品
登場人物のセリフや回想の中でのみ登場する作品は除く。

### 長編作品
- 1928年 - 『青列車の秘密』
- 1930年 - 『牧師館の殺人』
- 1942年 - 『書斎の死体』
- 1957年 - 『パディントン発4時50分』
- 1962年 - 『鏡は横にひび割れて』
- 1971年 - 『復讐の女神』
- 1976年 - 『スリーピング・マーダー』

### 短編作品
- 1927年 - 「火曜クラブ」（早川書房版『火曜クラブ』に収載）
- 1928年 - 「アスタルテの祠」（早川書房版『火曜クラブ』に収載）
- 1928年 - 「金塊事件」（早川書房版『火曜クラブ』に収載）
- 1928年 - 「舗道の血痕」（早川書房版『火曜クラブ』に収載）
- 1928年 - 「動機対機会」（早川書房版『火曜クラブ』に収載）
- 1928年 - 「聖ペテロの指のあと」（早川書房版『火曜クラブ』に収載）
- 1929年 - 「青いゼラニウム」（早川書房版『火曜クラブ』に収載）
- 1930年 - 「二人の老嬢」（早川書房版『火曜クラブ』に収載）
- 1930年 - 「四人の容疑者」（早川書房版『火曜クラブ』に収載）
- 1930年 - 「クリスマスの悲劇」（早川書房版『火曜クラブ』に収載）
- 1930年 - 「毒草」（早川書房版『火曜クラブ』に収載）
- 1930年 - 「バンガロー事件」（早川書房版『火曜クラブ』に収載）
- 1931年 - 「溺死」（早川書房版『火曜クラブ』に収載）
- 1941年 - 「管理人事件」（早川書房版『愛の探偵たち』に収載）
- 1942年 - 「昔ながらの殺人事件」（早川書房版『愛の探偵たち』に収載）
- 1942年 - 「申し分のないメイド」（早川書房版『愛の探偵たち』に収載）